# 忽都答儿
忽都答儿（?—?），蒙古族八剌忽䚟氏，唵木海的孙子，忒木台儿之子。元朝将领。
至元十三年（1276年），元世祖命忽都答兒袭砲手总管。至元十四年（1277年），忒木台儿、忽都答儿父子镇守平江府常熟。当时常熟地区的农民起义，拥众自号太尉，行省会诸军讨伐镇压，与忽都答兒父子自为一军，斩杀戴太尉，擒朱太尉，元世祖嘉赏他们父子的功劳。忽都答兒后升砲手万户，改授达鲁花赤，之后病卒。